# Quintanilla del Molar
Quintanilla del Molar è un comune spagnolo di 84 abitanti situato nella comunità autonoma di Castiglia e León.